# Olympische Sommerspiele 1956/Radsport
Bei den XVI. Olympischen Spielen 1956 in Melbourne wurden sechs Wettbewerbe im Radsport ausgetragen.

## Bahn

### Sprint
| Platz | Land | Athlet            | Zeit   |
| ----- | ---- | ----------------- | ------ |
| 1     | FRA  | Michel Rousseau   | 11,4 s |
| 2     | ITA  | Guglielmo Pesenti | k. A.  |
| 3     | AUS  | Dick Ploog        | k. A.  |

### 1000 m Zeitfahren
| Platz | Land | Athlet          | Zeit            |
| ----- | ---- | --------------- | --------------- |
| 1     | ITA  | Leandro Faggin  | 1:09,8 min (OR) |
| 2     | TCH  | Ladislav Fouček | 1:11,4 min      |
| 3     | RSA  | Jimmy Swift     | 1:11,6 min      |

### Tandem
| Platz | Land | Athleten                         |
| ----- | ---- | -------------------------------- |
| 1     | AUS  | Ian Browne / Tony Marchant       |
| 2     | TCH  | Ladislav Fouček / Václav Machek  |
| 3     | ITA  | Giuseppe Ogna / Cesare Pinarello |

### 4000 m Mannschaftsverfolgung
| Platz | Land | Athleten                                                                               | Zeit            |
| ----- | ---- | -------------------------------------------------------------------------------------- | --------------- |
| 1     | ITA  | Valentino Gasparella Franco Gandini Leandro Faggin Antonio Domenicali Virginio Pizzali | 4:37,4 min (OR) |
| 2     | FRA  | René Bianchi Jean Graczyk Jean-Claude Lecante Michel Vermeulin                         | 4:39,4 min      |
| 3     | GBR  | Tom Simpson Don Burgess John Geddes Mike Gambrill                                      | 4:43,8 min      |

## Straße

### Straßenrennen (187,73 km)
| Platz | Land | Athlet         | Zeit      |
| ----- | ---- | -------------- | --------- |
| 1     | ITA  | Ercole Baldini | 5:21:17 h |
| 2     | FRA  | Arnaud Geyre   | 5:23:16 h |
| 3     | GBR  | Alan Jackson   | 5:23:16 h |

### Mannschaftswertung (187,73 km)
| Platz | Land | Athlet (Platzierung)                                             | Punkte |
| ----- | ---- | ---------------------------------------------------------------- | ------ |
| 1     | FRA  | Arnaud Geyre (2.) Maurice Moucheraud (8.) Michel Vermeulin (12.) | 22     |
| 2     | GBR  | Alan Jackson (3.) Stan Brittain (6.) Bill Holmes (14.)           | 23     |
| 3     | EUA  | Horst Tüller (4.) Gustav-Adolf Schur (5.) Reinhold Pommer (18.)  | 27     |

Entscheidend waren die Platzierungen der drei besten Fahrer eines jeden Teams aus dem Straßeneinzelrennen. Das Team mit der niedrigsten Platzziffer gewann Gold.

## Medaillenspiegel
| Rang | Land                   | Gold | Silber | Bronze | Gesamt |
| ---- | ---------------------- | ---- | ------ | ------ | ------ |
| 1    | Italien                | 3    | 1      | 1      | 5      |
| 2    | Frankreich             | 2    | 2      | 0      | 4      |
| 3    | Australien             | 1    | 0      | 1      | 2      |
| 4    | Tschechoslowakei       | 0    | 2      | 0      | 2      |
| 5    | Vereinigtes Königreich | 0    | 1      | 2      | 3      |
| 6    | Deutschland            | 0    | 0      | 1      | 1      |
| 6    | Südafrikanische Union  | 0    | 0      | 1      | 1      |